# ФЕД

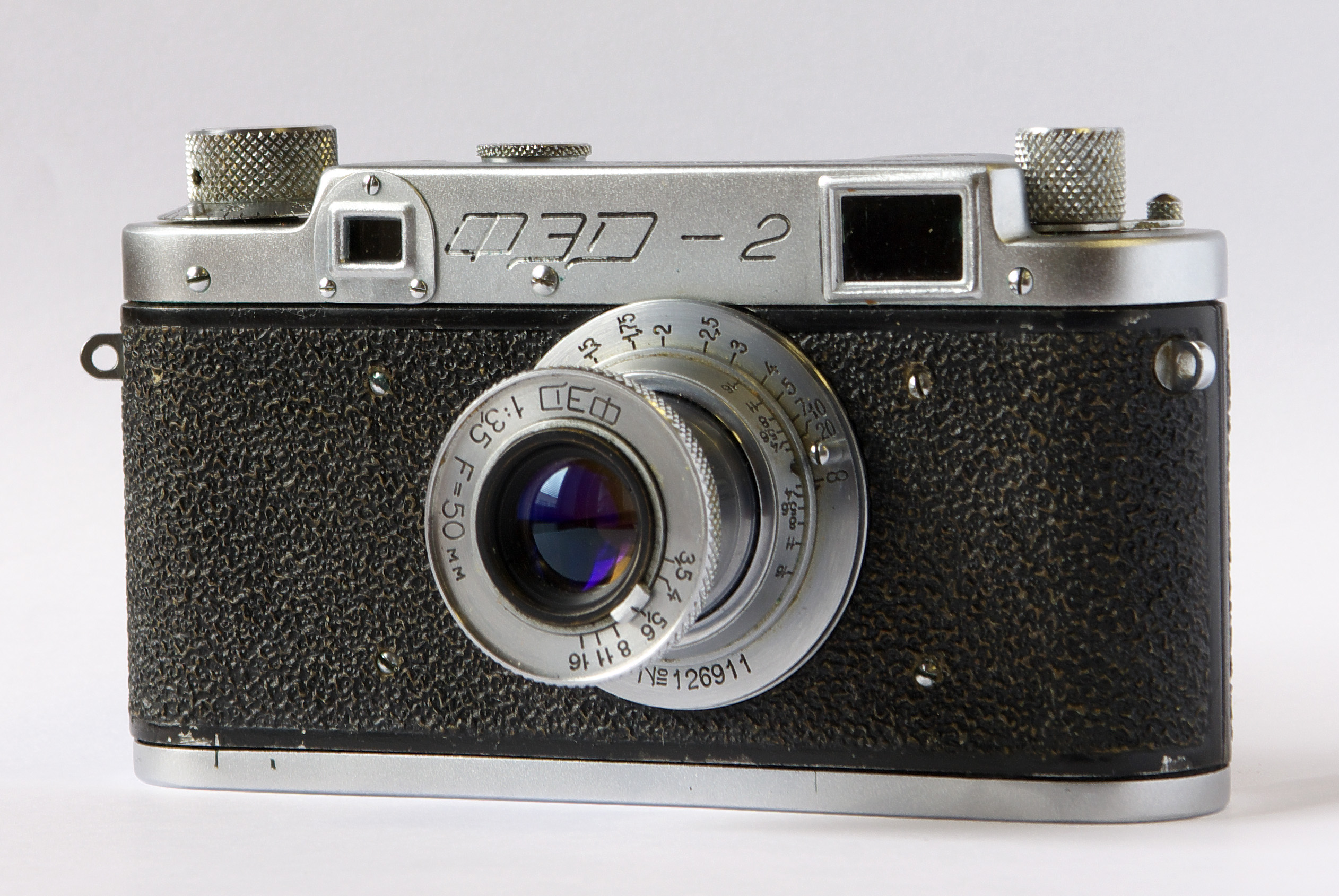
ФЕД-2. Рідкісний екземпляр. Камера з квадратним віконцем далекоміра з перших випусків

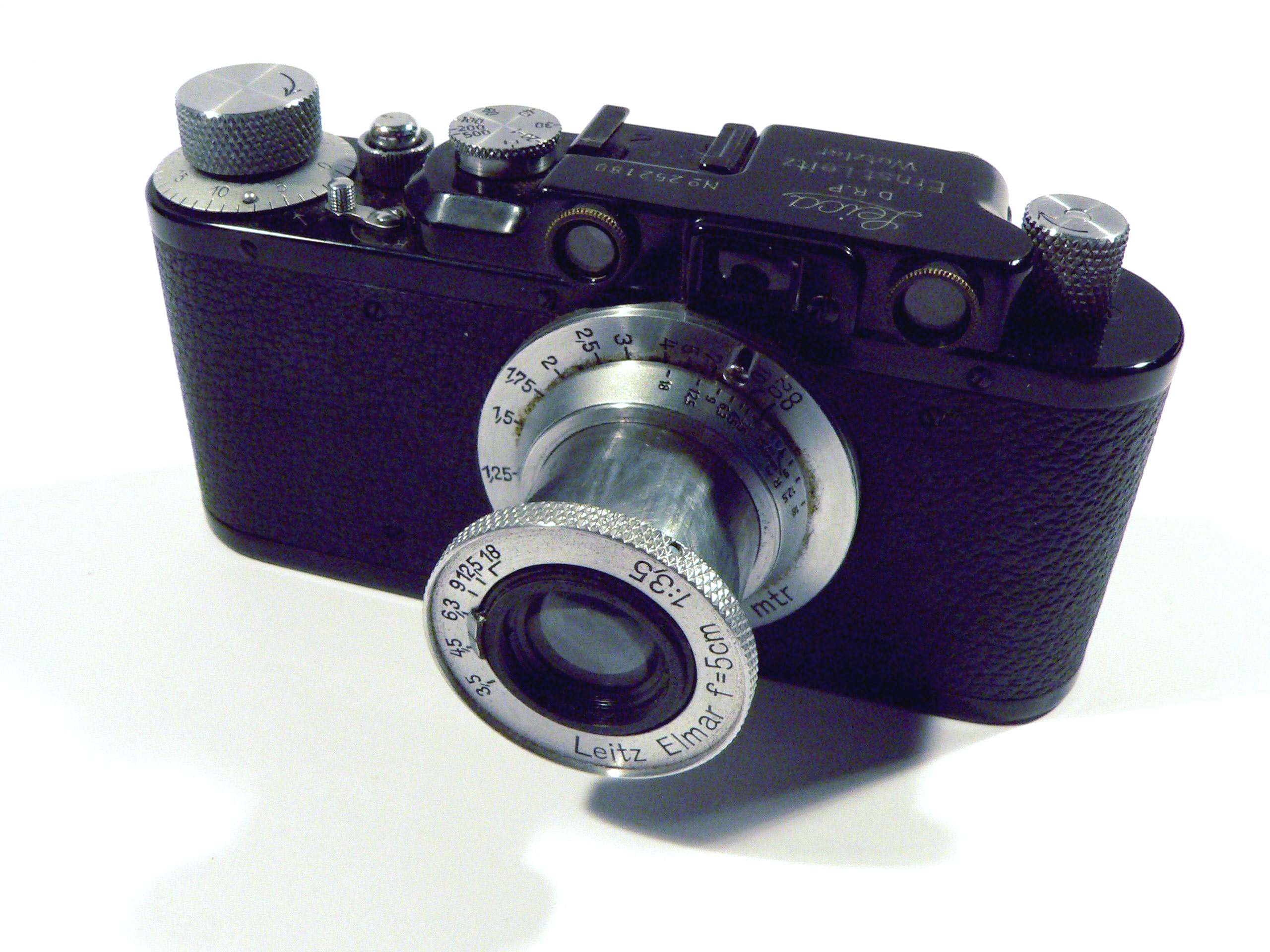
Прототип ФЕД- фотокамера Leica II, 1932 рік

«ФЕД» (в оригіналі – «ФЭД») — серія радянських фотоапаратів, що виготовлялися в 1934–1990 роках у Харкові на Виробничому Машинобудівному об'єднанні «ФЕД». Найбільшою популярністю користувалися далекомірні фотокамери, окрім того випускалися мініатюрні, напів-автоматичні та стерео-фотокамери, камери спеціального призначення, та об'єктиви.
Абревіатура ФЕД походить від назви дитячої трудової колонії імені Ф. Е. Дзержинського, на базі якої під керівництвом А.С. Макаренка у грудні 1927 року було створено завод ФЕД.
Перші камери ФЕД (що пізніше отримали назву ФЕД-1) з'явилися в 1934 році як копія популярного німецького фотоапарата Leica II.
Фотокамери ФЕД збирались на Харківському машинобудівному заводі. Під час Другої світової війни завод було евакуйовано в Бердськ (РРФСР), де було зібрано близько 5000 екземплярів камер.
Фотокамери мали об'єктиви Індустар (деякі моделі мали просвітлену оптику).
В серію згодом стали запускати все нові камери, розроблені у конструкторському бюро заводу.
Остання серія ФЕД-7 «Атлас» (виготовлена з пластмасс і з прилаштованим спалахом на гальванічних елементах) так і не встигла побачити світ.

## Модельний ряд
| Фотоапарати «ФЭД»                      | Фотоапарати «ФЭД» | Фотоапарати «ФЭД»            | Фотоапарати «ФЭД»                                             | Фотоапарати «ФЭД»                 | Фотоапарати «ФЭД»                   | Фотоапарати «ФЭД»                     | Фотоапарати «ФЭД»    | Фотоапарати «ФЭД»                     | Фотоапарати «ФЭД»                        | Фотоапарати «ФЭД»                         | Фотоапарати «ФЭД»                                                   |
| Модель                                 | Ілюстрація        | Рік випуску                  | Об'єктив                                                      | Видошукач                         | Далекомір                           | Затвор (фотоапарат)                   | Автоспуск            | Синхроконтакт                         | Експонометр                              | Корпус                                    | Примітки                                                            |
| -------------------------------------- | ----------------- | ---------------------------- | ------------------------------------------------------------- | --------------------------------- | ----------------------------------- | ------------------------------------- | -------------------- | ------------------------------------- | ---------------------------------------- | ----------------------------------------- | ------------------------------------------------------------------- |
| ФЭД                                    |                   | 1934—1955                    | ФЭД 3,5/50 (Индустар-10 3,5/50)                               | оптичний, окремий від далекомір   | база 38 мм                          | шторковий 1/20-1/500 і «В»            | немає                | немає                                 | немає                                    | нижня кришка знімається                   | копія Leica-II                                                      |
| ФЭД-С                                  | Зображення немає  | кінець 1930-х років          | ФЭД 2/50                                                      | оптичний, окремий від далекоміра  | база 38 мм                          | шторковий 1/20-1/1000 і «В»           | немає                | немає                                 | немає                                    | нижня кришка знімається                   | модифікація першого ФЭДа                                            |
| ФЭД-Б                                  | Зображення немає  | 1938—1941                    | ФЭД 2/50                                                      | оптичний, окремий від далекоміра  | база 38 мм                          | шторковий 1-1/1000 і «В»              | немає                | немає                                 | немає                                    | нижня кришка знімається                   | модифікація першого ФЭДа                                            |
| ФЭД-2 перший випуск                    |                   | 1955—1956                    | Индустар-10 3,5/50                                            | оптичний, суміщений з далекоміром | база 67 мм                          | шторковий 1/25-1/500 і «В»            | немає                | немає                                 | немає                                    | задня стінка знімається                   | нова модель                                                         |
| ФЭД-2 другий випуск                    |                   | 1956—1958                    | Индустар-26М 2,8/50                                           | оптичний, суміщений з далекоміром | база 67 мм                          | шторковий 1/25-1/500 і «В»            | немає                | «Х»-контакт                           | немає                                    | задня стінка знімається                   | модифікація першого випуску                                         |
| ФЭД-2 третій випуск                    |                   | 1958—1969                    | Индустар-26М 2,8/50 Индустар-61 2,8/52                        | оптичний, суміщений з далекоміром | база 67 мм                          | шторковий 1/25-1/500 і «В»            | механічний           | «Х»-контакт                           | немає                                    | задня стінка знімається                   | модифікація другого випуску                                         |
| Заря                                   |                   | 1959—1961                    | Индустар-26М 2,8/50                                           | оптичний                          | шкальний фотоапарат                 | шторковий 1/25-1/500 і «В»            | немає                | «Х»-контакт                           | немає                                    | задня стінка знімається                   | спрощена модифікація третього випуску                               |
| ФЭД-3 безкурковий                      |                   | 1961—1965                    | Индустар-26М 2,8/50                                           | оптичний, суміщений з далекоміром | база 41 мм                          | шторковий 1-1/500 і «В»               | механічний           | «Х»-контакт                           | немає                                    | задня стінка знімається                   | нова модель                                                         |
| ФЭД-4 безкурковий                      |                   | 1964—1966 ?                  | Индустар-26М 2,8/50                                           | оптичний, суміщений з далекоміром | база 41 мм                          | шторковий 1-1/500 і «В»               | механічний           | «Х»-контакт                           | селеновий несуміщений експонометр        | задня стінка знімається                   | на базі безкуркового ФЭД-3                                          |
| ФЭД-3 курковый                         |                   | 1966—1979                    | Индустар-26М 2,8/50 Индустар-61 2,8/52 Индустар-61 Л/Д 2,8/52 | оптичний, суміщений з далекоміром | база 41 мм                          | шторковий 1-1/500 і «В»               | механічний           | «Х»-контакт                           | немає                                    | задня стінка знімається                   | модифікація безкуркового ФЭД-3                                      |
| ФЭД-2 четвертий випуск                 |                   | 1958—1969                    | Индустар-61 2,8/52                                            | оптичний, суміщений з далекоміром | база 41 мм                          | шторковий 1/30-1/500 і «В»            | механічний           | «Х»-контакт                           | немає                                    | задня стінка знімається                   | корпус куркового ФЭД-3                                              |
| ФЭД-4 курковий                         |                   | 1966?—1980                   | Индустар-26М 2,8/50 Индустар-61 2,8/52 Индустар-61 Л/Д 2,8/52 | оптичний, суміщений з далекоміром | база 41 мм                          | шторковий 1-1/500 і «В»               | механічний           | «Х»-контакт                           | селеновий несуміщений експонометр        | задня стінка знімається                   | на базі куркового ФЭД-3                                             |
| ФЭД-5В                                 |                   | 1975—1990 ?                  | Индустар-61 Л/Д 2,8/52                                        | оптичний, суміщений з далекоміром | база 41 мм                          | шторковий 1-1/500 і «В»               | механічний           | «Х»-контакт центральний синхроконтакт | немає                                    | задня стінка знімається                   | на базі куркового ФЭД-3                                             |
| ФЭД-5                                  |                   | 1977—1990 ?                  | Индустар-61 Л/Д 2,8/52                                        | оптичний, суміщений з далекоміром | база 41 мм                          | шторковий 1-1/500 і «В»               | механічний           | «Х»-контакт центральний синхроконтакт | селеновий несуміщений експонометр        | задня стінка знімається                   | модифікація «ФЭД-5В»                                                |
| ФЭД-5С                                 |                   | 1977—1990 ?                  | Индустар-61 Л/Д 2,8/52                                        | оптичний, суміщений з далекоміром | база 41 мм                          | шторковий 1-1/500 і «В»               | механічний           | «Х»-контакт центральний синхроконтакт | селеновий несуміщений експонометр        | задня стінка знімається                   | модифікація «ФЭД-5»                                                 |
| ФЭД-6 TTL                              | Зображення немає  | 1990 ? серійно не випускався | Индустар-61 Л/Д 2,8/52 адаптований до TTL-експонометра        | оптичний, суміщений з далекоміром | база 41 мм                          | шторковий з електронним управленінням | механічний           | «Х»-контакт центральний синхроконтакт | TTL-напівавтомат, CdS-фоторезистор       | задня стінка знімається                   | нова модель, корпус на базі «ФЭД-5»                                 |
| ФЭД-10                                 | Зображення немає  | 1964—1967                    | Индустар-61 2,8/52 з байонетом                                | оптичний, суміщений з далекоміром | база 41 мм                          | центральный                           | немає або механічний | «Х» и «М»-контакт                     | напівавтоммат з селеновим фотоелементом  | задня стінка знімається                   | нова модель                                                         |
| ФЭД-11 ФЭД-Атлас                       |                   | 1967—1971                    | Индустар-61 2,8/52 незйомний                                  | оптичний, суміщений з далекоміром | база 41 мм                          | центральный                           | немає або механічний | «Х» и «М»-контакт                     | напівавтоммат з селеновим фотоелементом  | задня стінка знімається                   | модифікація «ФЭД-10»                                                |
| ФЭД-Микрон                             |                   | 1968—1985                    | Гелиос-89 1,9/30 незйомний                                    | оптичний                          | шкальний фотоапарат                 | затвор-діафрагма                      | немає                | «Х»-контакт                           | Програмний автомат селеновий фотоелемент | открывающаяся или задня стінка знімається | нова модель розмір кадру 18×24 мм                                   |
| ФЭД-Микрон-2                           |                   | 1978—1986                    | Индустар-81 2,8/38 незйомний                                  | оптичний, суміщений з далекоміром | база 45 мм                          | затвор-діафрагма                      | немає                | центральний синхроконтакт             | программный автомат CdS фоторезистор     | задня стінка відкривається                | нова модель                                                         |
| ФЭД-35 ФЭД-35А                         |                   | 1985—1990                    | Индустар-81 2,8/38 незйомний                                  | оптичний, суміщений з далекоміром | база 45 мм                          | затвор-діафрагма                      | немає                | центральний синхроконтакт             | Пріоритет діафрагми CdS-фоторезистор     | задня стінка відкривається                | на базі ФЭД-Микрон-2                                                |
| ФЭД-50                                 |                   | 1986—?                       | Индустар-81 2,8/38 незйомний                                  | оптичний                          | шкальний фотоапарат                 | затвор-діафрагма                      | немає                | центральний синхроконтакт             | програмний автомат селеновий фотоелемент | задня стінка відкривається                | на базі ФЭД-Микрон-2                                                |
| ФЭД-Стерео ФЭД-Стерео-М ФЭД-Бой-стерео |                   | 1988—?                       | два незйомних об'ектива Индустар-81 2,8/38                    | оптичний                          | шкальний стереоскопічний фотоапарат | затвор-діафрагма                      | немає                | центральний синхроконтакт             | програмний автомат CdS-фоторезистор      | задня стінка знімається                   | на базі ФЭД-Микрон-2                                                |
| ФЭД-670                                | Зображення немає  | 1980-і                       | Гелиос-113 5,6/85 незйомний                                   | оптичний, суміщений з далекоміром | ?                                   | центральний з електронним управлінням | немає                | центральний синхроконтакт             | напівавтомат CdS-фоторезистор            | ?                                         | середньоформатний фотоапарат розмір кадру 60×70 мм вкладиш 45×60 мм |